# Macrobiotus modestus
Espèce
Macrobiotus modestus est une espèce de tardigrades de la famille des Macrobiotidae.

## Distribution
Cette espèce est endémique des Seychelles.

## Publication originale
- Pilato & Lisi, 2009 : Description of three new species of Tardigrada from the Seychelles. Zootaxa, no 2005, p. 24–34.